# Plasture

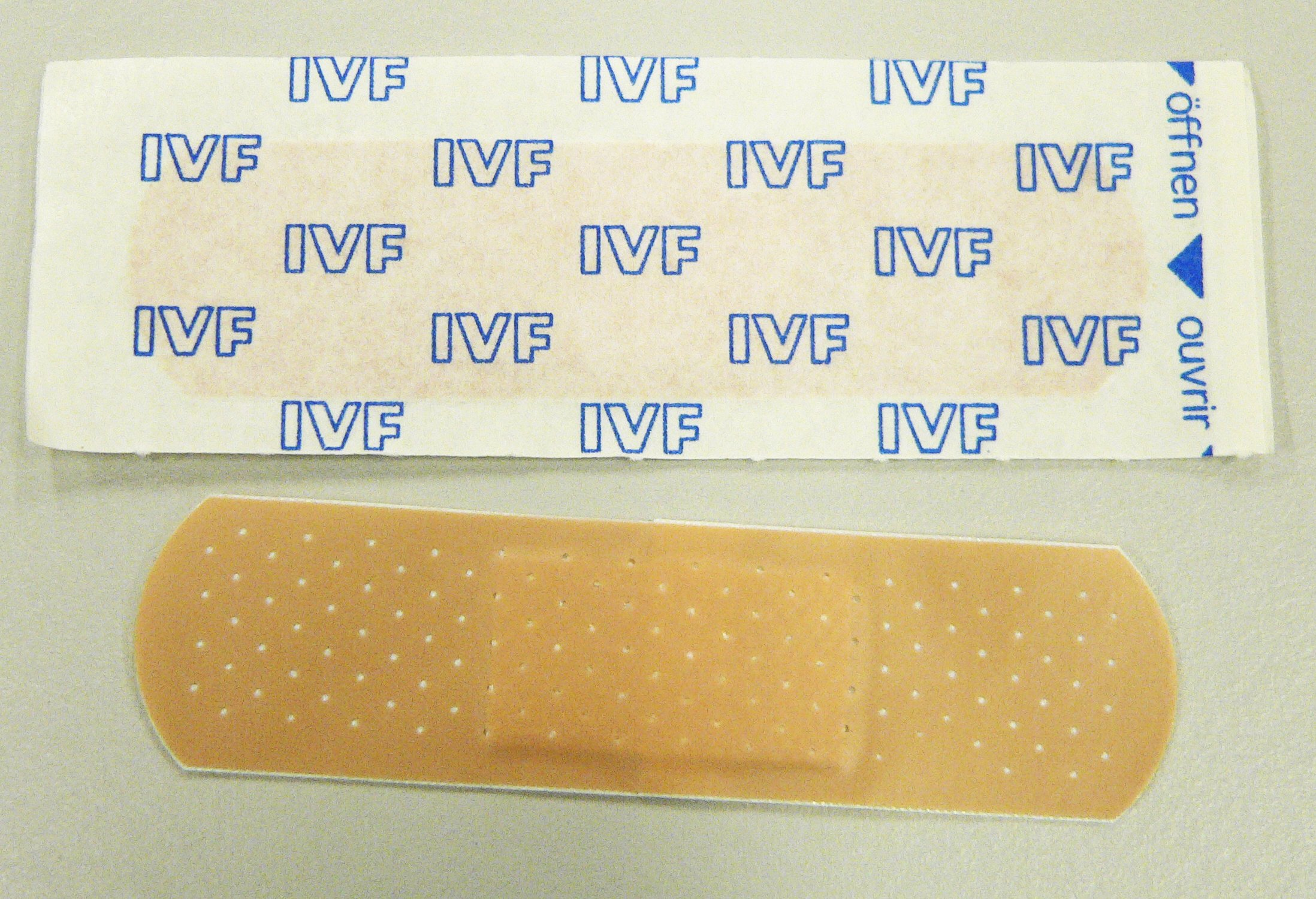
Un exemplu de plasture

Un plasture (din latinescul plastrum) este o bucată de pânză pe care s-a întins o pastă medicinală densă și lipicioasă, care se aplică pe o rană pentru a o feri de o eventuală infecție sau cu care se fixează un pansament.  Plasturele protejează zona rănită de bacterii, frecare sau murdărie. Astfel, recuperarea zonei afectate este ușurată.